# Trachysalambria albicoma
Trachysalambria albicoma är en kräftdjursart som först beskrevs av Hayashi och Toriyama 1980.  Trachysalambria albicoma ingår i släktet Trachysalambria och familjen Penaeidae. Inga underarter finns listade i Catalogue of Life.